# Lista de naufrágios na Paraíba
A lista abaixo compreende naufrágios ocorridos em águas paraibanas não encontrados ou recuperados. O livro Naufragios no Litoral da Parahyba, escrito em 1991, de autoria Jair Cesar Miranda Coelho, foi quem catalogou estes naufragios depois de 20 anos de pesquisa. Merito para o autor e para o livro, registrado na biblioteca Nacional.
| Nome                                | Tipo     | Origem         | Ano           | Local                       |
| ----------------------------------- | -------- | -------------- | ------------- | --------------------------- |
| 18 embarcações diversas (sem nomes) | Navio    | França         | 1582 (aprox.) | Litoral da Paraíba          |
| Albert                              | Barca    | Noruega        | 1893          | Ilha da Restinga            |
| Alegrette                           | Vapor    | Brasil         | 1911          | Enseada de Cabedelo         |
| Anne Power                          | Barca    | Inglaterra     | 1868          | Baixios de Lucena (Paraíba) |
| Antonietta                          | Veleiro  | Itália         | 1873          | Banco da Ilha Tiriri        |
| Chargeau d’Flotte                   | -        | França         | 1712          | Ilha Tiriri                 |
| Elias                               | -        | Brasil         | -             | Baía da Traição             |
| Seiho Maru I                        | Baleeiro | Japão          | -             | Costinha                    |
| Said Bin Sultan                     | -        | Estados Unidos | -             | Praia de Fagundes (Lucena)  |
| Jessé                               | Escuna   | Portugal       | 1574          | -                           |
| João Luiz                           | Iate     | Portugal       | 1674          | Enseada de Cabedelo         |
| Jumeau                              | -        | França         | 1708          | Jacumã                      |
| Laura                               | Iate     | -              | 1874          | Praia do Poço               |
| Marie II                            | -        | França         | 1722          | Jacumã                      |
| Natal                               | Vapor    | Brasil         | 1903          | Praia do Fagundes, Lucena   |
| Neo Pareil                          | Vapor    | -              | 1852          | Enseada de Cabedelo         |
| Piège                               | -        | França         | 1722          | Jacumã                      |
| Pierre                              | -        | França         | 1582          | Jacumã                      |
| Psybe                               | Vapor    | Inglaterra     | 1852          | Ilha da Restinga            |
| Rodrigues Alves                     | Vapor    | Brasil         | 1924          | Entrada de Cabedelo         |
| Santa Clara                         | Vapor    | -              | 1865          | Praia do Poço               |
| Simpatia                            | Brigue   | Brasil         | 1916          | Barra do Rio Mamanguape     |
| Shooting Star                       | -        | Estados Unidos | 1856          | Jacumã                      |
| Schuppe                             | Brigue   | Países Baixos  | 1634          | Ilha da Restinga            |
| Transit                             | -        | Estados Unidos | 1871          | Jacumã                      |
| Vanaduoro                           | Barco    | Itália         | 1911          | Praia do Fagundes, Lucena   |